# J. Smith-Cameron
J. Smith-Cameron (ur. 7 września 1957 r. w Louisville, jako Jean Isabel Smith) – amerykańska aktorka.
Córka architekta Richarda Sharpe'a Smitha. Absolwentka Florida State University (FSU).